# Circondario di Neustadt an der Aisch-Bad Windsheim
Il circondario di Neustadt an der Aisch-Bad Windsheim è uno dei circondari dello stato tedesco della Baviera.
Fa parte del distretto governativo della Media Franconia.

## Città e comuni
(Abitanti il 31 dicembre 2023)
| Comuni del circondario | Città 1. Bad Windsheim (12 766) 2. Burgbernheim (3 464) 3. Neustadt a.d.Aisch (13 523) 4. Scheinfeld (4 945) 5. Uffenheim (6 807) | Comuni 1. Baudenbach (1 209) 2. Burghaslach (2 724) 3. Dachsbach (1 797) 4. Diespeck (3 864) 5. Dietersheim (2 182) 6. Emskirchen (6 143) 7. Ergersheim (1 081) 8. Gallmersgarten (819) 9. Gerhardshofen (2 526) 10. Gollhofen (918) 11. Gutenstetten (1 325) 12. Hagenbüchach (1 636) 13. Hemmersheim (655) 14. Illesheim (962) 15. Ippesheim (1 113) 16. Ipsheim (2 208) 17. Langenfeld (1 056) 18. Markt Bibart (1 895) 19. Markt Erlbach (5 727) 20. Markt Nordheim (1 174) 21. Markt Taschendorf (1 041) 22. Marktbergel (1 609) 23. Münchsteinach (1 465) 24. Neuhof a.d.Zenn (2 228) 25. Oberickelsheim (736) 26. Obernzenn (2 532) 27. Oberscheinfeld (1 129) 28. Simmershofen (969) 29. Sugenheim (2 385) 30. Trautskirchen (1 355) 31. Uehlfeld (3 142) 32. Weigenheim (1 005) 33. Wilhelmsdorf (1 539) |